# Orbita della Terra

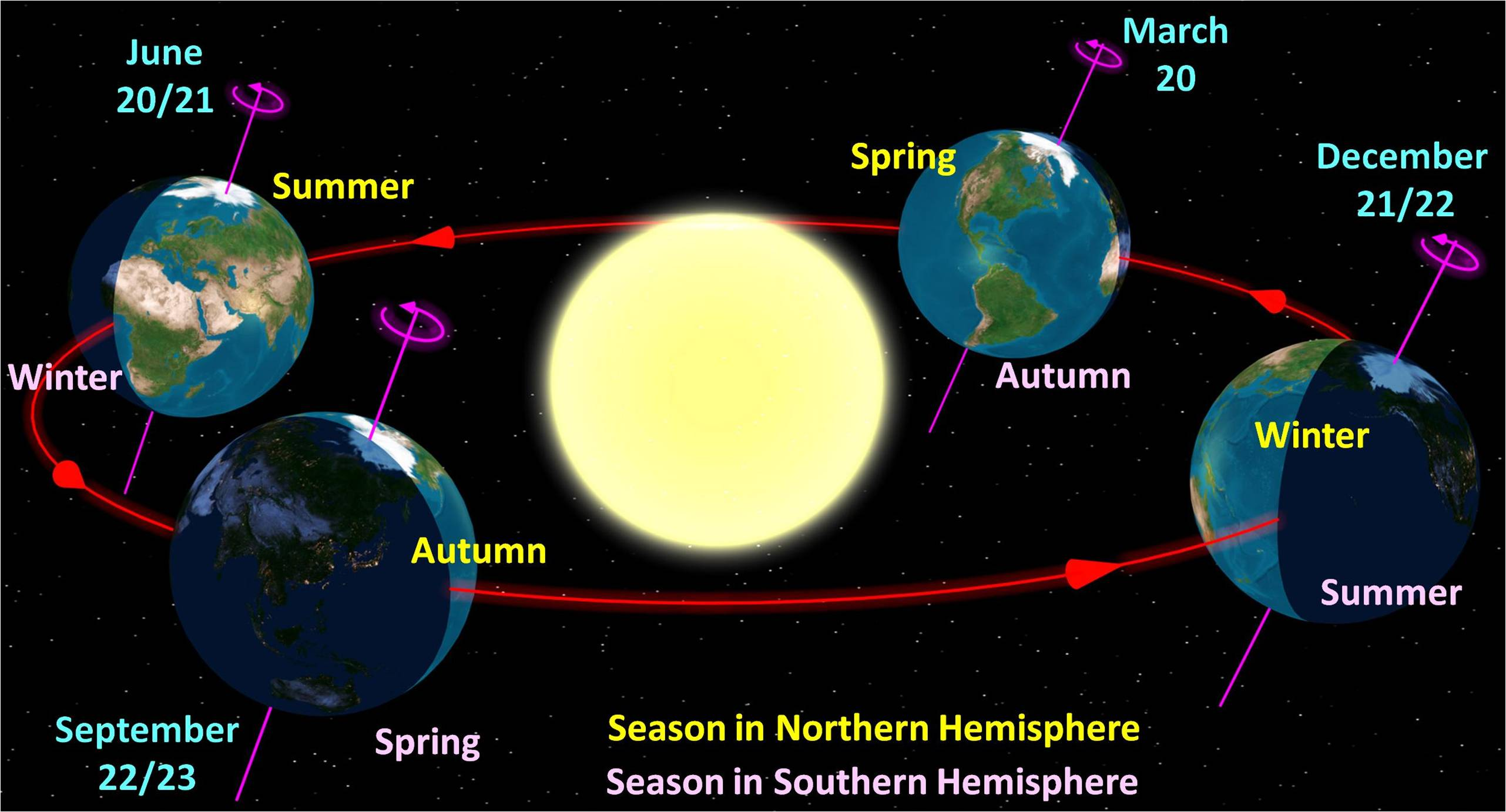
La Terra in differenti punti della sua orbita.

L'orbita della Terra è il percorso seguito dalla Terra nel suo viaggio attorno al Sole. La distanza media tra la Terra e il Sole prende il nome di unità astronomica che corrisponde a 149597870 km. Un'orbita completa è compiuta in circa 365,256 giorni (anno siderale), durante i quali la Terra percorre circa 946080000 km. L'orbita della Terra ha un'eccentricità moderata, pari a circa 0,0167. Il moto orbitale della Terra determina un movimento apparente del Sole verso est rispetto alle altre stelle (visto dalla Terra), a una velocità di circa 1° al giorno (il che corrisponde a coprire il diametro apparente del Sole o della Luna ogni 12 ore). La velocità orbitale media della Terra è di circa 30 km/s (108000 km/h), velocità sufficiente a coprire il diametro del nostro pianeta in sette minuti e la distanza dalla Luna in quattro ore.
Osservata da un punto di vista al di sopra del polo nord (o da quello del Sole), la Terra appare ruotare in senso antiorario attorno al Sole. Dallo stesso punto di vista, sia la Terra sia il Sole appaiono ruotare in senso antiorario attorno ai rispettivi assi.

## Storia

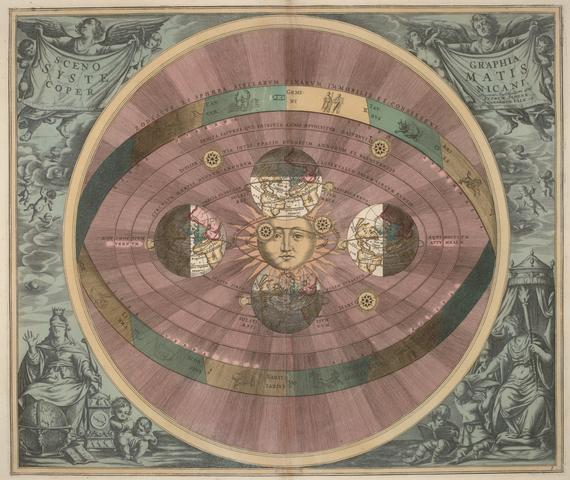
Il Sistema Solare eliocentrico

Il modello eliocentrico (in basso) a confronto con il modello geocentrico (in alto)

L'eliocentrismo è il modello scientifico che per primo ha posto il Sole al centro del Sistema solare, e messo i pianeti, compresa la Terra, nella sua orbita. Storicamente, l'eliocentrismo è opposto al Sistema geocentrico, che metteva la Terra al centro. Aristarco di Samo aveva già proposto un modello eliocentrico nel III secolo a.C. Nel XVI secolo, il libro De revolutionibus orbium coelestium di Niccolò Copernico, pubblicato nel 1543, l'anno della morte dell'autore, presentò una discussione completa del modello eliocentrico dell'universo, in un modo simile a come Tolomeo aveva presentato il suo modello geocentrico nel II secolo. La rivoluzione copernicana aveva risolto il problema del moto retrogrado dei pianeti, sostenendo che tale moto non era un moto reale, ma era solo una questione di percezione. Sebbene l'innovativo libro di Copernico fosse stato pubblicato più di un secolo prima, l'olandese Joan Blaeu fu il primo cartografo a introdurre la sua rivoluzionaria teoria eliocentrica in una mappa del mondo.

## Orbita e stagioni
A causa dell'inclinazione assiale della Terra rispetto al piano orbitale, la traiettoria del Sole nel cielo osservata dalla superficie terrestre varia nel corso dell'anno. Per un osservatore a una latitudine nord, quando il polo nord è inclinato verso il Sole, il giorno dura più a lungo e il Sole descrive nel cielo una traiettoria più alta. Ciò si traduce in temperature medie più alte, in quanto una più intensa radiazione solare raggiunge la superficie terrestre. Quando il polo nord è inclinato dalla parte opposta del Sole, è vero il contrario e le temperature sono generalmente più basse. A nord del circolo polare, per una parte dell'anno si verifica il caso estremo in cui il Sole non sorge: il fenomeno prende il nome di notte polare. Queste variazioni di temperatura, causate dalla direzione verso cui è rivolto l'asse terrestre, determinano le stagioni.

## Eventi nell'orbita
Per convenzione astronomica, le quattro stagioni sono determinate dai solstizi, i due punti dell'orbita terrestre dove l'asse terrestre ha l'inclinazione massima, o verso il Sole o dalla parte opposta del Sole, e dagli equinozi, i due punti dell'orbita terrestre dove l'asse terrestre inclinato è perpendicolare alla linea immaginaria che congiunge i centri della Terra e del Sole. I solstizi e gli equinozi dividono l'anno in quattro parti più o meno di uguale durata. Nell'emisfero settentrionale, il solstizio d'inverno si verifica intorno al 21 dicembre, il solstizio d'estate intorno al 21 giugno, l'equinozio di primavera intorno al 20 marzo, l'equinozio d'autunno intorno al 23 settembre. L'effetto dell'inclinazione dell'asse terrestre nel sud del mondo è l'opposto di quello nell'emisfero settentrionale, quindi le stagioni nel sud del mondo sono il contrario di quelle nel nord del mondo (es. il solstizio d'estate boreale è allo stesso tempo il solstizio d'inverno australe).
Nei tempi moderni, la Terra si trova al perielio (minima distanza dal Sole) intorno al 3 gennaio, e all'afelio (massima distanza dal Sole) intorno al 4 luglio; per altre epoche, occorre considerare la precessione degli equinozi e i cicli di Milanković.
La variabilità della distanza Terra-Sole, dovuta all'eccentricità dell'orbita, determina un aumento di circa il 6,9% di energia solare totale che raggiunge la Terra al perielio rispetto all'afelio. Poiché l'emisfero sud è inclinato verso il Sole all'incirca nello stesso periodo in cui la Terra raggiunge il massimo avvicinamento al Sole, esso riceve un po' più di energia dal Sole di quanta ne riceva l'emisfero nord. Questo surplus energetico viene tuttavia assorbito in buona parte dalla maggiore presenza di oceani nell'emisfero australe.
La sfera di Hill (sfera di influenza gravitazionale) della Terra ha un raggio di circa 1 500 000 chilometri (0,01 AU), pari a circa 4 volte la distanza media dalla Luna. Questa è la distanza massima alla quale l'influenza gravitazionale della Terra è più intensa di quella del Sole e dei pianeti. Gli oggetti in orbita attorno alla Terra devono trovarsi all'interno di questo raggio, al di là del quale verrebbero perturbati dalla gravità solare.
| epoca                           | J2000.0                                                                     |
| afelio                          | 152,10 milioni di km 1,0167 au                                              |
| perielio                        | 147,10 milioni di km 0,98329 au                                             |
| semiasse maggiore               | 149,60 milioni di km 1,000001018 au                                         |
| eccentricità                    | 0,0167086                                                                   |
| inclinazione                    | 7,155° rispetto all'equatore solare 1,578690° rispetto al piano invariabile |
| longitudine del nodo ascendente | 174,9°                                                                      |
| argomento del pericentro        | 288,1°                                                                      |
| periodo                         | 365,256 363 004 giorni                                                      |
| velocità media                  | 29,78 km/s 107 200 km/h                                                     |

Lo schema seguente mostra la relazione tra la linea dei solstizi, la linea degli equinozi e la linea degli apsidi dell'orbita terrestre. Sono evidenziati i seguenti eventi: il perielio (il punto più vicino al Sole), dal 2 al 5 gennaio, l'afelio (il punto più lontano dal Sole), dal 3 al 5 luglio, i solstizi, il 20 o 21 giugno e il 21 o 22 dicembre, gli equinozi, dal 19 al 21 marzo e il 22 o 23 settembre.
A causa dell'inclinazione dell'asse della Terra nella sua orbita, l'intensità massima dei raggi solari colpisce la Terra 23,4 gradi a nord dell'equatore al solstizio di giugno (al Tropico del Cancro), e 23,4 gradi a sud dell'equatore al solstizio di dicembre (al Tropico del Capricorno). La distanza tra la Terra e il Sole nell'inverno per l'emisfero boreale è minima, tuttavia l'asse di rotazione terrestre è inclinato, quindi i raggi solari arrivano più inclinati rispetto alla normale alla superficie terrestre nell'emisfero boreale, il che comporta un flusso di energia incidente minimo; allo stesso modo, nell'estate dell'emisfero boreale, nonostante la distanza Terra-Sole sia massima, i raggi risultano meno inclinati rispetto alla normale, perciò il flusso di energia è massimo.

## Evoluzioni future
Matematici e astronomi (come Laplace, Lagrange, Gauss, Poincaré, Kolmogorov, Vladimir Arnold, e Jürgen Moser) hanno cercato le prove della stabilità dei moti planetari del Sistema solare. Secondo la maggior parte delle previsioni, l'orbita della Terra sarà relativamente stabile per lunghi periodi.
Nel 1989, un lavoro di Jacques Laskar indicava che l'orbita terrestre (così come le orbite di tutti i pianeti interni) potrebbe diventare caotica e che un errore di 15 metri nella misurazione dell'attuale posizione della Terra renderebbe impossibile prevedere la sua posizione nell'orbita nel giro di 100 milioni di anni. 
La variabilità delle orbite planetarie, dovuta alle interazioni gravitazionali tra i corpi del Sistema solare nel lungo periodo, viene studiata nell'ambito del problema degli n-corpi.

### Annotazioni
1. ↑  Il nostro pianeta impiega circa 365 giorni per orbitare attorno al Sole. Considerando che un'orbita completa è di 360 gradi, ogni giorno la Terra percorre circa 1 grado nella sua orbita. Di conseguenza, il Sole sembrerà muoversi nel cielo rispetto alle stelle della stessa misura.
2. ↑  La distanza a cui si trova l'afelio è il 103,4% di quella del perielio (vedi tabella 'Caratteristiche orbitali'). La radiazione al perielio è circa il 106,9% dell'energia all'afelio.
3. ↑  Per la Terra, il raggio della sfera di Hill è

{\displaystyle {\begin{smallmatrix}R_{H}=a\left({\frac {m}{3M}}\right)^{\frac {1}{3}}\end{smallmatrix}}}

dove m è la massa della Terra, a è il semiasse maggiore dell'orbita terrestre, e M è la massa del Sole.
4. ↑  Tutte le quantità astronomiche variano con andamento sia secolare sia periodico. Le quantità indicate sono i valori nell'istante J2000.0 della variazione secolare, ignorando tutte le variazioni periodiche.
5. 1 2  afelio = a × (1 + e); perielio = a × (1 – e), dove a è il semiasse maggiore ed e è l'eccentricità.

### Fonti
1. ↑   Sun: Facts & Figures, in Solar System Exploration, National Aeronautics and Space Administration. URL consultato il 29 luglio 2015 (archiviato dall'url originale il 3 luglio 2015).
2. ↑  (EN) Jean Meeus, Astronomical Algorithms, 2ª ed., Richmond, Willmann-Bell, 1998,  p. 238, ISBN 0-943396-61-1. La formula di Ramanujan è sufficientemente accurata.
3. ↑   L’orbita della Terra intorno al Sole va modificandosi?, su Focus.it. URL consultato il 23 gennaio 2022.
4. 1 2   David R. Williams, Earth Fact Sheet, su nssdc.gsfc.nasa.gov, NASA, 1º settembre 2004. URL consultato il 17-03-2007.
5. ↑   De revolutionibus orbium coelestium, Johannes Petreius, 1543.
6. ↑  Jerry Brotton, A History of the World in Twelve Maps, London: Allen Lane, 2012, ISBN 9781846140990 p. 262.
7. ↑   What causes the seasons? (NASA), su spaceplace.nasa.gov. URL consultato il 22 gennaio 2015.
8. 1 2   Date & Time of Solstices & Equinoxes, su wwp.greenwichmeantime.com, August 28, 2013. URL consultato il 22 gennaio 2015 (archiviato dall'url originale il 23 gennaio 2015).
9. ↑   Jack Williams, Earth's tilt creates seasons, su usatoday.com, USAToday, 20-12-2005. URL consultato il 17-3-2007 (archiviato dall'url originale il 22 agosto 2011).
10. ↑   Vázquez, M., Montañés Rodríguez, P. e Palle, E., The Earth as an Object of Astrophysical Interest in the Search for Extrasolar Planets (PDF), su iac.es, Instituto de Astrofísica de Canarias, 2006. URL consultato il 21-3-2007 (archiviato dall'url originale il 22 agosto 2011).
11. 1 2 3 4   J.L. Simon, P. Bretagnon, J. Chapront, M. Chapront-Touzé, G. Francou e J. Laskar, Numerical expressions for precession formulae and mean elements for the Moon and planets, in Astronomy and Astrophysics, vol. 282, n. 2, febbraio 1994,  pp. 663–683, Bibcode:1994A&A...282..663S.
12. ↑   ISBN 0-387-98746-0 Allen, Clabon Walter e Cox, Arthur N., Allen's Astrophysical Quantities, Springer, 2000,  p. 294.
13. ↑  Il valore appare in più riferimenti, ed è ricavato dagli elementi VSOP87, sezione 5.8.3, p 675 del seguente:  J.L. Simon, P. Bretagnon, J. Chapront, M. Chapront-Touzé, G. Francou e J. Laskar, Numerical expressions for precession formulae and mean elements for the Moon and planets, in Astronomy and Astrophysics, vol. 282, n. 2, febbraio 1994,  pp. 663–683, Bibcode:1994A&A...282..663S.
14. ↑   What is the significance of the Tropic of Cancer, Tropic of Capricorn, Arctic Circle and Antarctic Circle?, su curious.astro.cornell.edu. URL consultato il 22 gennaio 2015.
15. ↑   Artico - CNR, Cosa provoca le stagioni sulla Terra? [collegamento interrotto], su artico.itd.cnr.it.
16. ↑   J. Laskar, Solar System: Stability [collegamento interrotto], in Encyclopedia of Astronomy and Astropvhysics, Bristol, Institute of Physics Publishing, 2001, article 2198.
17. ↑   John Gribbin, Deep simplicity : bringing order to chaos and complexity, 1st U.S., New York, Random House, 2004.
18. ↑   Earth-Venus smash-up possible, 11 giugno 2009. URL consultato il 22 gennaio 2015 (archiviato dall'url originale il 23 gennaio 2015).